# Dinastia Gausiană
Dinastia Gausiană sau dinastia Gausilor a reprezentat un proeminent clan conducător al longobarzilor din a doua jumătate a secolului al VI-lea (547–572), din care au făcut parte doi regi: Audoin și Alboin. Membrii familiei erau creștini arieni, care neacceptând divinitatea lui Isus erau dușmani ai Bisericii Romano-Catolice. Sub domnia lor, longobarzii au pătruns pentru prima dată în Italia.

## Istorie
Familia Gausilor își trăgea originea din triburile goților și s-a impus ca familie proeminentă până la năvălirea longobarzilor în Italia, atunci când în 539, longobarzii au trecut sub conducerea unui minor, Walthari (ultimul rege din dinastia Lethingilor), iar un membru al familiei Gausiene, Audoin, a fost ales ca regent al acestuia. În 547, Audoin a succedat lui Walthari (care a murit din cauze naturale) și și-a asumat puterea regală prin uzurpare. Fiul și succesorul lui Audoin, Alboin i-a condus pe longobarzi în Italia din 569 și a murit fără moștenitori masculini în anul 572. Succesorul lui Alboin pe tronul regatului a fost Cleph, dintr-un clan diferit de cel al dinastiei Gausiene.